# Mestre Alexander
El Mestre Alexander va ser un pintor actiu al comtat de Rosselló a finals del segle XII i començament del XIII. Se'l considera el primer pintor sobre taula actiu a Catalunya que va signar les seves obres. Només s'han atribuït quatre antipendis o fronts d'altar a aquest artista.

## Biografia
Encara que la seva signatura es localitzi només al frontal perdut de Fontanes, es pensa que sota el nom Magister Alexander es troba un pintor forà, actiu al nord de Catalunya a l'entorn del monestir de Sant Martí de Canigó. Allà hauria realitzat cap al 1195 el baldaquí que apareix representat en el seu cartulari (conservat a l'École des Beaux-Arts, Collection Jeuan Masson f. 38). També hauria creat pel mateix monestir el frontal de Santa Maria d'Orellà (Conflent), església a la qual l'objecte va arribar procedent de l'esmentat monestir després de 1784, quan el monestir va ser abandonat.
Molt probablement al Canigó hauria format el seu propi taller, amb la col·laboració de pintors locals, desenvolupant la seva activitat entre l'última dècada del segle XII i la primera del XIII. Es tractaria d'un coneixedor directe de l'art romà d'Orient de l'època Comnena, que probablement procedia de la Mediterrània Oriental, en concret, de Xipre, i que progressivament anirà adaptant, a través dels seus col·laboradors de taller, les seves fórmules als usos llatins occidentals.

### Estil
Normalment els seus panells s'organitzen en tres carrers: al central, amb una Maiestas Domini dins la màndorla, entronitzat sobre un banc amb coixí, i envoltat del Tetramorf; mentre que els laterals -a excepció de l'exemple de Canigó- es divideixen en dos registres, amb diversos personatges.
Es caracteritzen per un ús del relleu amb pastillatge al nimbe, sanefes i fins i tot en fons combinats amb plaques metàl·liques corlades. El rostre del Crist central, de cànon allargat, sol estar finament dibuixat i les seves vestimentes presenten un modelat tou i arrodonit dels plecs. Tot això es combina amb un ús massiu de llums en vestidures i carnacions.
Si els rostres allargats i translúcids de les seves figures, la seva variada tipologia facial i la figuració dels Evangelistes escrivint en rotllos (Orellà) són genuïnament romans d'Orient, l'ús del pastillatge en fons i nimbes, l'ús de plaques metàl·liques i l'àmplia gamma matisada dels colors en les vestimentes denoten una familiaritat amb l'art dels Croats. Per això, caldria considerar a Orellà una de les seves primeres obres mentre que Baltarga, més adaptada als usos llatins, seria una producció més avançada, realitzada després del 1196, any en què les tropes del vescomte de Castellbò i el comte de Foix van saquejar l'església de Sant Andreu.
A partir de l'anàlisi dels frontals d'Orellà i Bartarga la historiografia havia sempre coincidit a assenyalar a tots dos com a exemple de l'activitat d'un pintor grec (o un imitador de la pintura d'icones), actiu a Catalunya entre finals de segle XII i inicis de la XIII. Addicionalment, el dibuix de De Bonnefoy, permet situar el protagonisme d'aquesta renovació de les taules catalanes amb influències romanes d'Orient en el Mestre Alexander. També permet arribar a atribuir a ell i al seu taller un ampli nombre d'obres: Fontanes, Canigó, Baltarga, Orella, i una taula incompleta de la col·lecció Suntag de Barcelona. La conservadora Yvette Carbonell-Lamothe situava l'origen del pintor d'Orellà com a procedent del Xipre de la dinastia Lusignan (post. 1192), a través de la princesa romana d'Orient Eudòxia Comnena, casada des de 1174 amb Guillem VIII de Montpeller. 

## Vinculació amb Canigó
Segons l'historiador Manuel Castiñeiras, la seva vinculació amb Sant Martí del Canigó hauria estat pel paper de comitent de Pere Guillem o Pere d'Ortafà, abat de Sant Martí del Canigó (1172-1221), així com de Sant Miquel de Cuixà (1203-1221). L’any 1195, l'abat fou promotor de la confraria de Sant Martí del Canigó, de la qual es conserva un rotlle de pergamí il·luminat amb la carta fundacional i la llista de membres. La miniatura mostra una escena de doble registre. A la part inferior, el moment de la constitució de la confraria a l’altar major de Sant Martí del Canigó, on s’aprecia, tal com prescriu el document, una doble làmpada penjada davant del mateix que ha d’estar encesa nit i dia: “una semper olei lampas in diebus ac noctibus ante sanctum altare ipsius eclesie ardeat”. A la part superior, una imatge de la Maiestas Domini envoltada del Tetramorf i dels sants titulars de l'església doble del monestir: Santa Maria (advocació de la cripta o església inferior) i Sant Martí (advocació de l'església superior). Molt possiblement, el registre superior de la miniatura, que molts han volgut llegir com l'evocació d’un frontal d’altar, sigui, en realitat, una citació a un baldaquí-plafó, com el de Sant Martí de Tost o Sant Serni de Tavèrnoles, i que l’abat Pere d’Ortafà li hagués encarregat al Mestre Alexander, amb motiu de la fundació de la confraria. Aquest plafó del qual no hi ha més indici que el què suggereix la miniatura, seria el que avui es coneix com frontal de Santa Maria d’Orellà, església on va anar a parar després de l'abandonament de l'abadia.

## Signatura
Es trobava a l'actualment perdut Frontal de Sant Genís de Fontanes (Rosselló). La inscripció "MAGISTER ALEXANDER: ISTA OPERA FECIT", estava en una sanefa que dividia el panell en dos registres, a banda i banda de la màndorla central.
L'aspecte d'aquest frontal es coneix gràcies a un dibuix fet per Lluís de Bonnefoy que es recull a la seva obra Epigraphie roussillonnaise (1868). L'anàlisi del dibuix així com la comparació amb altres obres similars, com ara el perdut baldaquí de Sant Martí de Canigó (Conflent) (ca. 1195) -que també coneixem només a través de la miniatura de la fundació de la confraria del Canigó el 1195- o els antependis conservats de Santa Maria de Orellà (Conflent) i Sant Andreu de Baltarga (originari de la Cerdanya i ara al MNAC, permeten determinar una personalitat forana per a aquest pintor que va treballar conjuntament al seu taller amb pintors locals.

## Obres
Informació actualitzada per un bot. Els canvis manuals es perdran quan s'actualitzi!
| Imatge | Tipus   | Títol                                   | Col·leccióInventari                             | Part de | Catàleg | Data creació             | Autor            | InscripcióDimensions          | Material            | Gènere artístic | Moviment    | Dades a Wikidata              |
| ------ | ------- | --------------------------------------- | ----------------------------------------------- | ------- | ------- | ------------------------ | ---------------- | ----------------------------- | ------------------- | --------------- | ----------- | ----------------------------- |
|        | pintura | frontal d'altar de Baltarga             | Museu Nacional d'Art de Catalunya (015804-000 ) |         |         | c. 1200                  | Mestre Alexandre | 96 () × 159,7 () × 10 () cm · | tremp taula metall  | art sacre       | art romànic | Modifica les dades a Wikidata |
|        | pintura | Frontal d’altar de Santa Maria d’Orellà |                                                 |         |         | c. 1200                  | Mestre Alexandre | 104 () × 182 () cm ·          | pergamí tremp taula | art sacre       | art romànic | Modifica les dades a Wikidata |
|        | pintura | Frontal de Sant Genís de Fontanes       |                                                 |         |         | A començament segle XIII | Mestre Alexandre | 78 () × 165 () cm ·           |                     | art sacre       | art romànic | Modifica les dades a Wikidata |